# Tchipewyans
Cet article concerne le peuple tchipewyan. Pour la langue tchipewyane, voir Chipewyan (langue).
Ne doit pas être confondu avec Chippewas, peuple autochtone de la région des Grands Lacs.
 (février 2012).
Si vous disposez d'ouvrages ou d'articles de référence ou si vous connaissez des sites web de qualité traitant du thème abordé ici, merci de compléter l'article en donnant les références utiles à sa vérifiabilité et en les liant à la section « Notes et références ».
Les Tchipewyans, Tchipéwayans, Chipewyans ou Dénésulines sont un peuple autochtone du Canada vivant principalement dans les régions subarctiques à l'ouest de la baie d'Hudson, incluant le Manitoba, le nord de la Saskatchewan et de l'Alberta, les Territoires du Nord-Ouest et le Nunavut. Ils font partie des nations dénées.
La langue chipewyan fait partie du groupe des langues athapascanes septentrionales de la famille des langues na-dené.
Malgré la ressemblance superficielle de leurs noms, les Chipewyans ne sont pas apparentés aux Chippewas (également appelés Ojibwés).
Le 17 juillet 1771, un groupe Chipewyan accompagnant l'agent indien Matonabbee et l'explorateur arctique Samuel Hearne, perpétrèrent le massacre de Bloody Falls (en) à l'encontre d'un groupe local d'Inuits.[réf. nécessaire]